# Vranov (kraj południowomorawski)
Vranov – gmina w Czechach, w powiecie Brno, w kraju południowomorawskim. 1 stycznia 2014 liczyła 724 mieszkańców.